# Direto do Campo de Extermínio
Direto do Campo de Extermínio é o sexto álbum de estúdio do grupo de rap Facção Central, lançado em 2003. É um disco duplo.

## Faixas

### CD 1
| Nº | Título                                 | Duração |
| -- | -------------------------------------- | ------- |
| 1  | Chico Xavier do gueto                  | 1:56    |
| 2  | Vozes sem voz                          | 1:55    |
| 3  | Aqui ela não pode voar                 | 4:01    |
| 4  | São Paulo - Aushwitz versão brasileira | 5:37    |
| 5  | O menino do morro                      | 6:52    |
| 6  | Hoje Deus anda de blindado             | 5:33    |
| 7  | Alcatraz                               | 6:42    |
| 8  | Quando eu sair daqui                   | 4:51    |
| 9  | Conversando com os mortos              | 8:24    |
| 10 | Reflexões do corredor da morte         | 1:47    |
| 11 | CNN periférica                         | 5:02    |
| 12 | Eu não pedi pra nascer                 | 5:40    |
| 13 | 765 motivos para morrer                | 5:16    |
| 14 | No trilho do vale da sombra            | 4:45    |
| 15 | O homem estragou tudo                  | 5:15    |

### CD 2
| Nº | Título                          | Duração |
| -- | ------------------------------- | ------- |
| 1  | O poder que eu não quero        | 5:07    |
| 2  | Um grito de socorro             | 4:53    |
| 3  | Um gole de veneno               | 5:47    |
| 4  | O que os olhos vêem             | 2:01    |
| 5  | Dias melhores não virão         | 4:53    |
| 6  | Estrada da dor - 666            | 6:08    |
| 7  | Em nome da honra                | 4:50    |
| 8  | Sangue, suor e lágrimas         | 3:08    |
| 9  | No fim não existem rosas        | 6:48    |
| 10 | Observando o rio de sangue      | 4:34    |
| 11 | Aperte o gatilho por favor      | 5:58    |
| 12 | Vão ter que algemar meu cadáver | 5:42    |
| 13 | A mil anos luz da paz           | 4:32    |
| 14 | A paz é uma pomba branca        | 2:04    |

## Prêmios
| Ano  | Prêmio       | Categoria           | Ref   |
| ---- | ------------ | ------------------- | ----- |
| 2003 | Prêmio Hutúz | Melhor Álbum do Ano | [ 1 ] |